# اچ‌ام‌اس کاریسفورت (۱۸۳۶)
اچ‌ام‌اس کاریسفورت (۱۸۳۶) (به انگلیسی: HMS Carysfort (1836)) یک کشتی بود که طول آن ۱۳۰ فوت (۳۹٫۶ متر) بود. این کشتی در سال ۱۸۳۶ ساخته شد.